# Barranc de Sarinyana
El Barranc de Sarinyana és un barranc de l'Alt Urgell, que neix a la Serra d'Oliana i desemboca a el Baell.